# Naučná stezka svatého Josefa
Naučná stezka svatého Josefa je naučná stezka a cyklostezka v Malešicích v Praze 10 v mezoregionu Pražská plošina.

## Historie a popis stezky
Turisticky nenáročná naučná stezka svatého Josefa je zaměřena na historii, kulturu, přírodu, technické zajímavosti a současnost pražské čtvrti Malešice. Byla postavena v roce 2013 a má délku cca 4 km a vede po většinou kvalitních cestách a pěšinách, nebo vedlejšími městskými ulicemi. Vzhledem k městskému a přírodnímu terénu není bezbariérová, ale je vhodná pro kočárky. Stezka vede přes jedno z prvních pražských sídlišť Malešice, Malešický park, Malešický les a také přes původní a cennou zástavbu starých Malešic. Zřizovatelem stezky je iniciativa Naše Malešice a ZO ČSOP „Natura, quo vadis?“

### Informační panely
Na stezce je 10 zastavení s umístěnými informačními panely. Na každém panelu je také mapa naučné stezky s vyznačením všech zastávek:
1. Plaňanská
2. U zdi
3. Malešický park
4. U pískovny
5. Malešický lesík
6. U svatého Josefa
7. U kapličky
8. U trati
9. Malešické náměstí
10. Oáza

## Další informace
Stezka je celoročně volně přístupná.

## Galerie

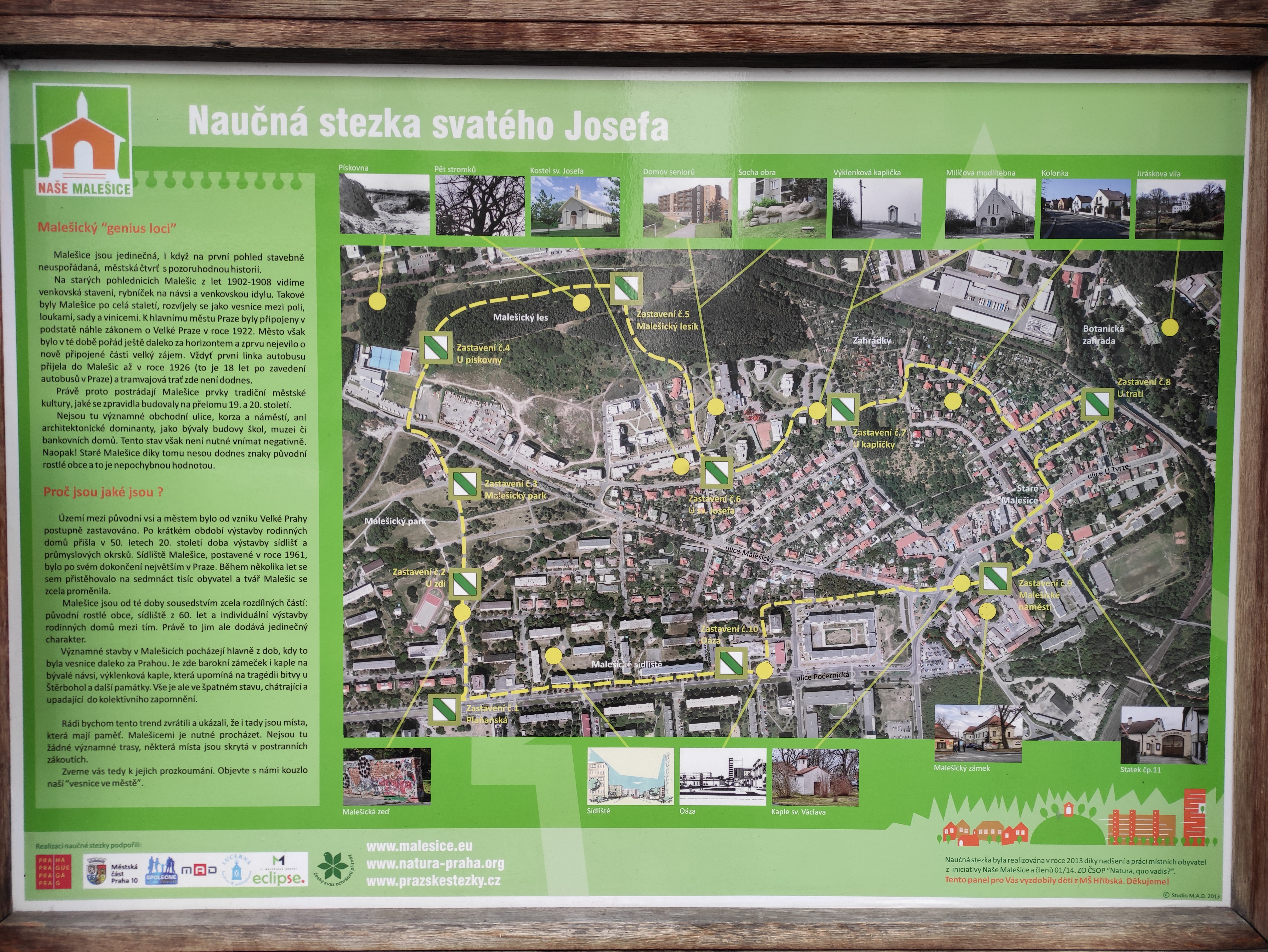
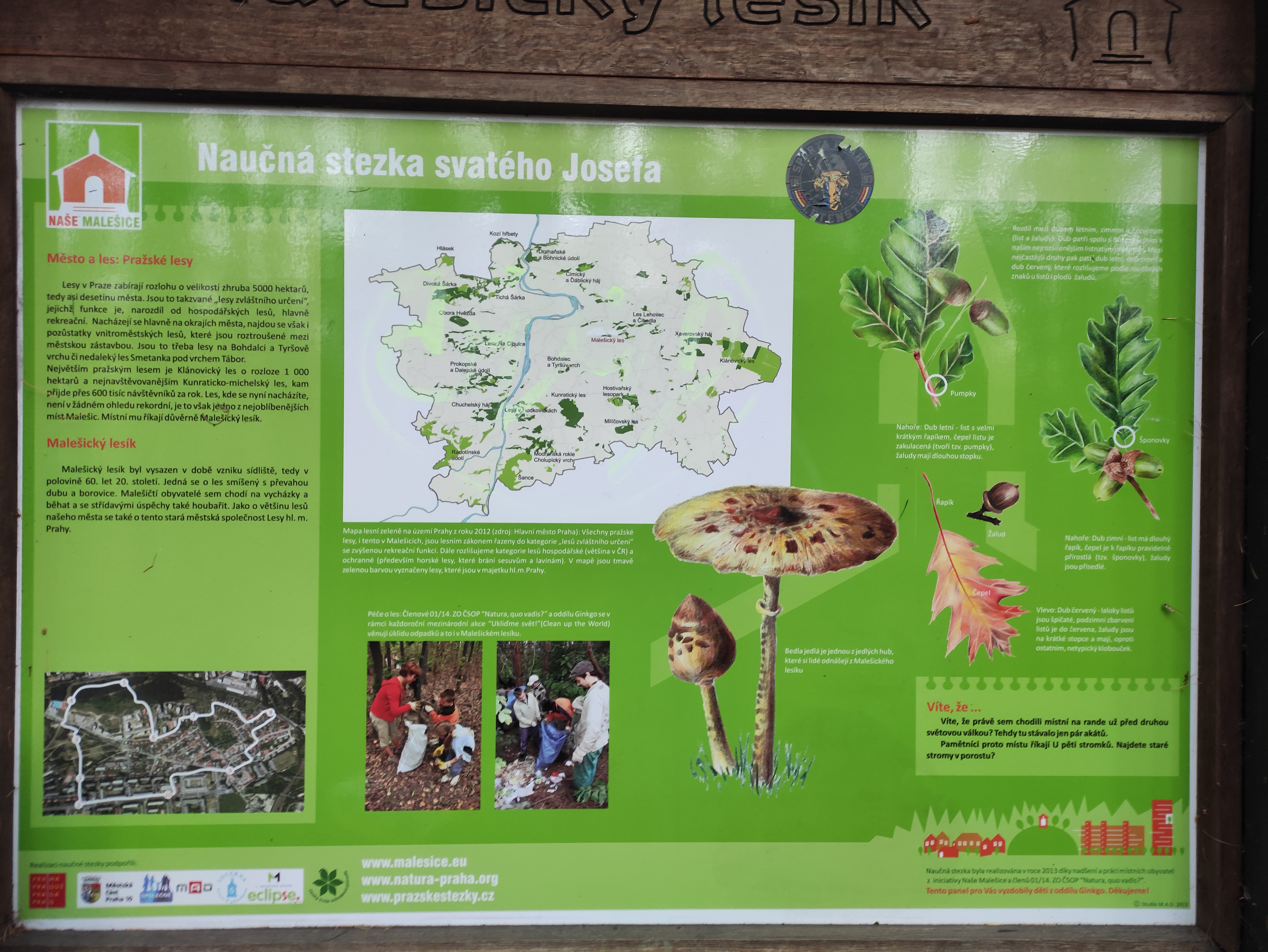
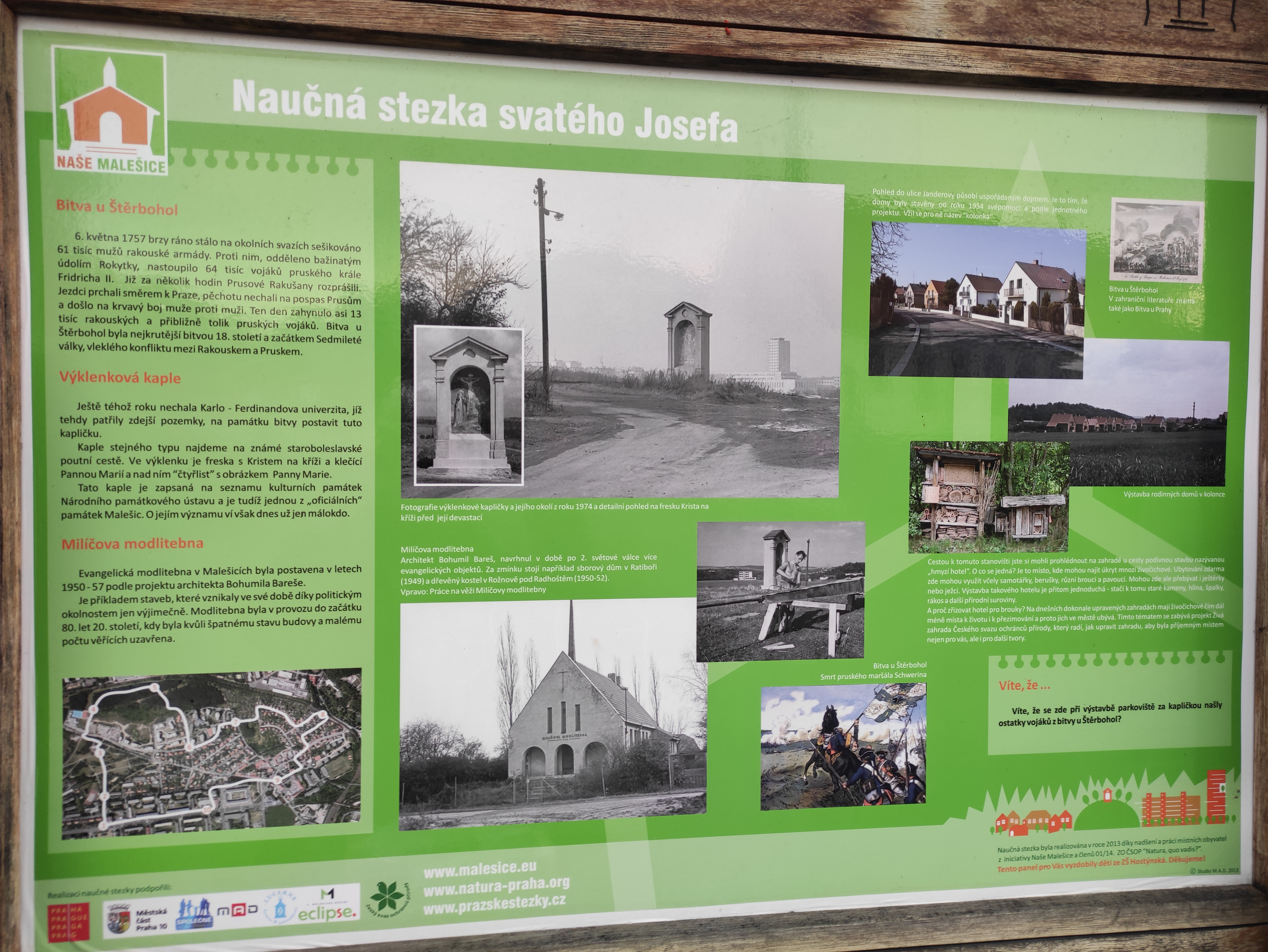
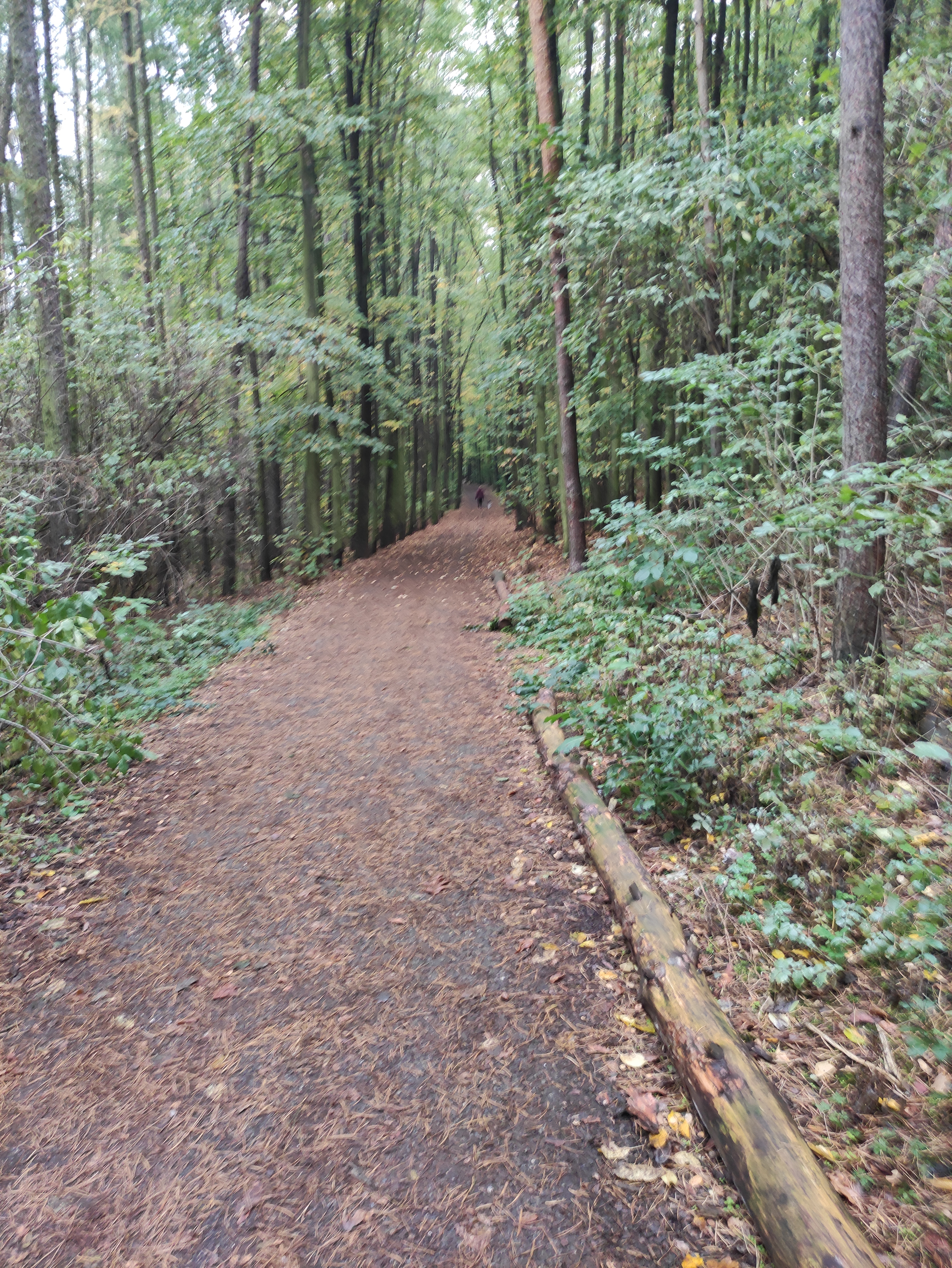